# Alex Haley
Alex Haley, właśc. Alexander Murray Palmer Haley (ur. 11 sierpnia 1921 w Ithace, zm. 10 lutego 1992 w Seattle) – amerykański pisarz, laureat Nagrody Pulitzera.

## Życiorys
Urodził się 11 sierpnia 1921 w Ithace w stanie Nowy Jork jako najstarszy syn Simona Alexandra i Berthy Palmer Haley. Jako młody chłopiec Alex Haley uczył się o swym afrykańskim przodku Kunta Kinte podczas letnich dni spędzanych w Henning w stanie Tennessee, słuchając rodzinnych historii opowiadanych przez dziadków.
Zgodnie z tymi opowieściami Kunta Kinte z plemienia Mandinka został przywieziony wraz z innymi gambijskimi Czarnymi do Stanów Zjednoczonych i sprzedany do pracy niewolniczej. Alex Haley postanowił więcej dowiedzieć się o swoich przodkach, czego wynikiem jest nagrodzona w 1977 specjalnym Pulitzerem książka Korzenie (ang. Roots: The Saga of an American Family), będąca swoistym drzewem genealogicznym autora oraz ukazująca znaczenie pracy niewolników dla budowy gospodarczej potęgi Stanów Zjednoczonych. Na podstawie książki nakręcono serial telewizyjny Korzenie.
Zmarł 10 lutego 1992 w Seattle w stanie Washington.

## Twórczość
- The Autobiography of Malcolm X(inne języki)(1965)
- Super Fly T.N.T. (1973, scenariusz filmowy)
- Korzenie (1976) (polskie wydanie 1982, 1988[2])
- Queen: The Story of an American Family (1993) (wspólnie z Davidem Stevensem)

## Galeria

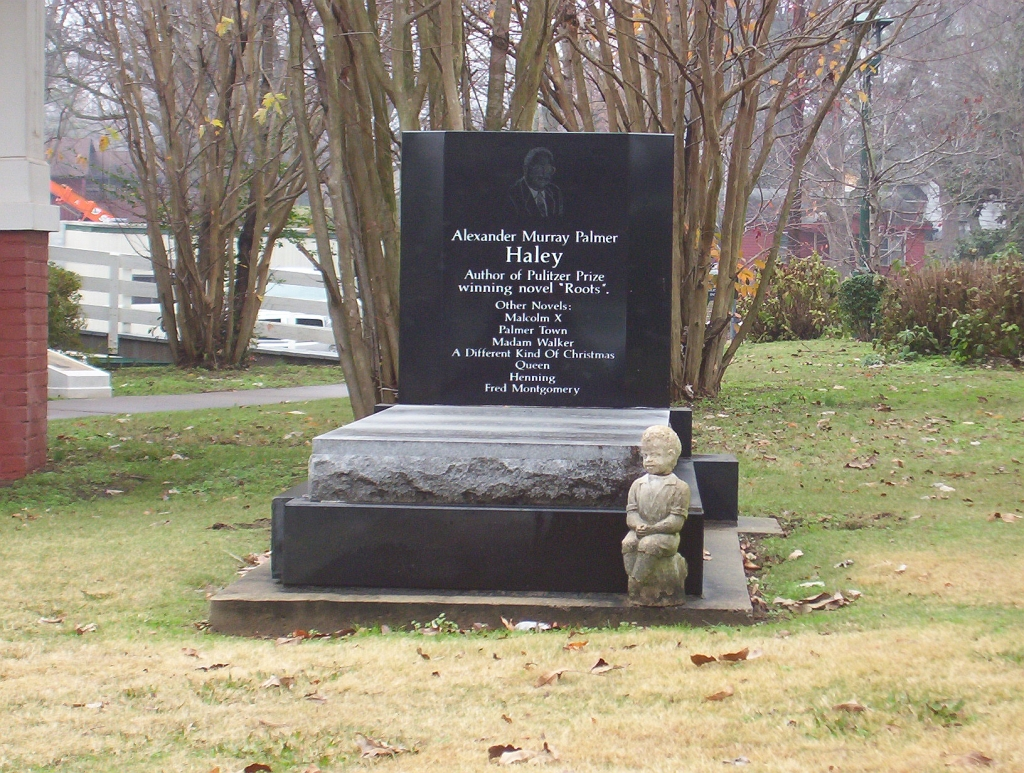
Pomnik pisarza
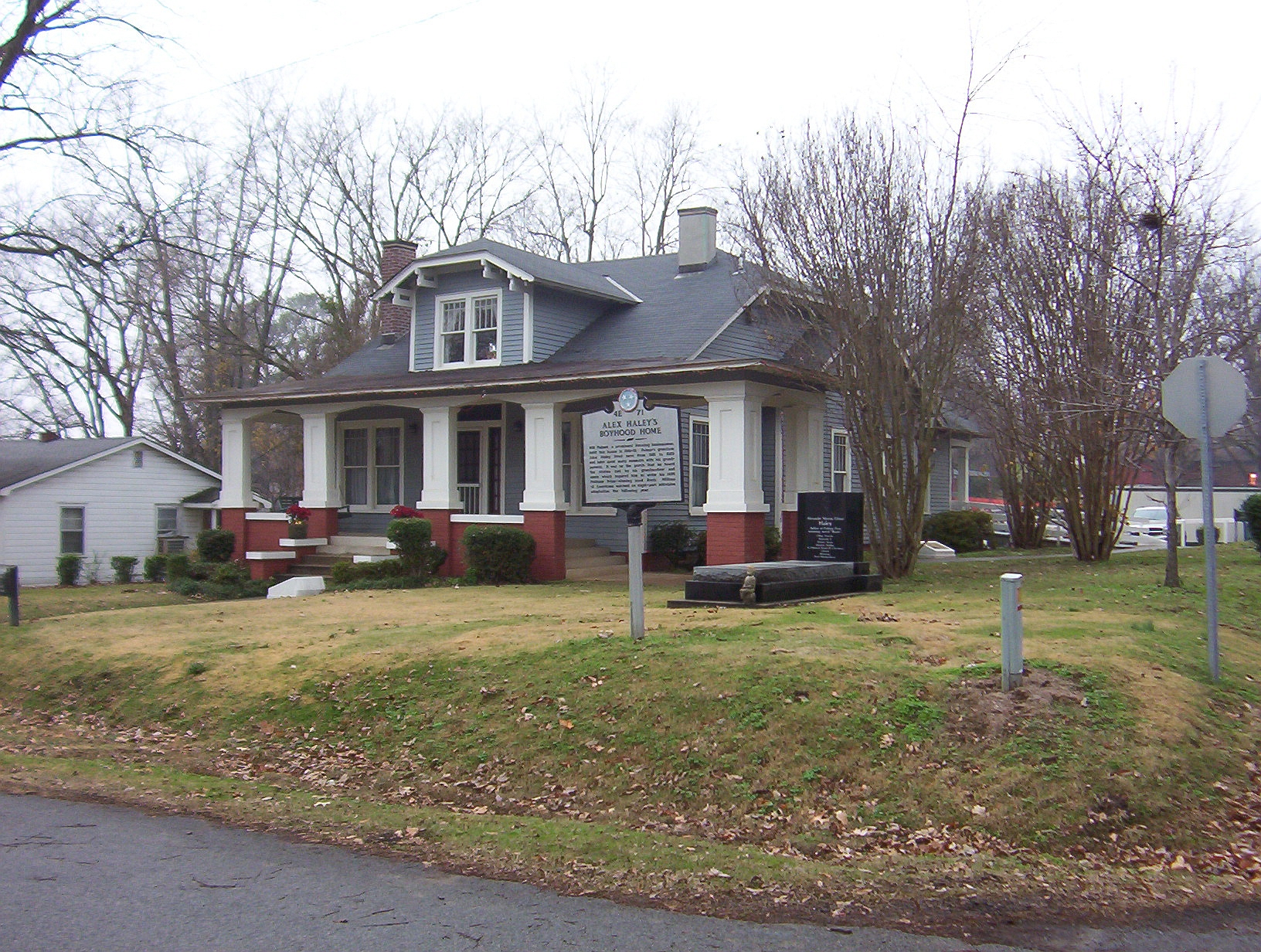
Dom w Tennessee